# 949

## Esdeveniments
- L'astrònom belga Jean Meeus afirma que l'1 de febrer d'aquest any tots els planetes del sistema solar es van trobar en el mateix arc de 90° del sistema. Està previst que la següent vegada que això succeeixi sigui el 6 de maig del 2492.

## Necrològiques
- Yōzei, emperador del Japó